# Another Workout
Another Workout – album studyjny amerykańskiego saksofonisty jazzowego Hanka Mobleya, nagrany w 1961, lecz wydany po raz pierwszy w 1985 roku z numerem katalogowym BST 84431 nakładem Blue Note Records.

## Powstanie
Materiał na płytę został zarejestrowany 26 marca (B3) i 5 grudnia (A1-B2) 1961 roku przez Rudy’ego Van Geldera w należącym do niego studiu (Van Gelder Studio) w Englewood Cliffs w stanie New Jersey. Utwory wykonali: Hank Mobley (saksofon tenorowy), Wynton Kelly (fortepian), Paul Chambers (kontrabas), Philly Joe Jones (perkusja). Produkcją albumu zajął się Alfred Lion.

## Lista utworów
Opracowano na podstawie materiału źródłowego.
Wydanie LP
Strona A
| Nr | Tytuł utworu          | Muzyka                                 | Długość |
| -- | --------------------- | -------------------------------------- | ------- |
| 1. | „Out of Joe’s Bag”    | Hank Mobley                            | 5:03    |
| 2. | „I Should Care”       | Sammy Cahn, Axel Stordahl, Paul Weston | 7:39    |
| 3. | „Gettin’ and Jettin’” | Mobley                                 | 7:41    |
|    |                       |                                        | 20:23   |

Strona B
| Nr | Tytuł utworu                | Muzyka          | Długość |
| -- | --------------------------- | --------------- | ------- |
| 1. | „Hank’s Other Soul”         | Mobley          | 8:42    |
| 2. | „Hello, Young Lovers”       | Richard Rodgers | 8:03    |
| 3. | „Three Coins in a Fountain” | Jule Styne      | 5:22    |
|    |                             |                 | 22:07   |

## Twórcy
Opracowano na podstawie materiału źródłowego.
Muzycy:
- Hank Mobley – saksofon tenorowy
- Wynton Kelly – fortepian
- Paul Chambers – kontrabas
- Philly Joe Jones – perkusja

Produkcja:
- Alfred Lion – produkcja muzyczna
- Rudy Van Gelder – inżynieria dźwięku